# National Spherical Torus Experiment

Vista dall'alto del reattore del National Spherical Torus Experiment

Il National Spherical Torus Experiment (NSTX) è un innovativo strumento di fusione magnetica costruito al Princeton Plasma Physics Laboratory (PPPL) in collaborazione con la Oak Ridge National Laboratory della Columbia University, e la University of Washington a Seattle.
Il primo plasma è stato ottenuto al NSTX il 12 febbraio del 1999.